# Junkers G 24
El Junkers G 24, que entró en servicio en 1925, fue el primer transporte trimotor comercial monoplano de construcción completamente metálica del mundo. Con una tripulación de tres hombres, podía acomodar hasta nueve pasajeros, siendo propulsado por varios tipos de motores. 
Era un desarrollo del transporte de carga y correo monoplano de ala baja diseñado y volado en 1923 A-20 y a su vez del Junkers G 23 de 1925. 
Se aplicó la designación G 24 a la principal versión de serie, normalmente propulsada por tres motores lineales de seis cilindros Junkers L5 de 260 kW (348,7 hp), aunque, cierto número de aparatos F  24, que hicieron su aparición en 1928, eran monomotores (habiéndose suprimido los otros dos motores emplazados en las alas), aunque en lo demás eran bastante similares a aquellos.
Una versión denominada Junkers G 31, con capacidad para 12/15 pasajeros y de la que se fabricaron trece ejemplares para Deutsche Luft Hansa AG, estaba propulsada por tres motores Siemens & Halske Sh 21 o BMW Hornet. También se desarrolló una versión militar de bombardeo derivada del G 24, que recibió la designación Junkers K 30, en la que se instalaron tres posiciones artilladas y soportes subalares para las bombas; esta versión se construyó en Suecia, Turquía y la URSS bajo la designación Junkers R 42.

## Historia y desarrollo
El aumento del tráfico aéreo alemán en la década de 1920 llevó a un requisito para un avión de transporte de pasajeros de mayor capacidad. El Junkers G 24 fue un desarrollo ampliado del Junkers F 13 y diseñado originalmente por el ingeniero jefe del departamento de diseño de la firma Ernst Zindel como un avión monomotor. A tenor de las restricciones impuestas a la fabricación de aviones en Alemania por el Tratado de Versalles , solo se permitían instalar motores de baja potencia; en consecuencia, la compañía Junkers diseñó su gran avión de pasajeros G 24 para ser un monomotor, pero, lo construyó como un trimotor. Con tres motores de baja potencia, el G 24 podía volar, pero no era un avión comercial viable. El plan era vender trimotores a las aerolíneas fuera de Alemania, que luego instalarían un único motor de alta potencia (por ejemplo, Napier Lion de 450 HP) en el morro, y simplemente eliminarían los tapones de la sección central del ala que llevaban los otros dos motores. Sin embargo, la Comisión de Control Militar Interaliada declaró que el diseño del G 24 era un avión de tipo militar, y prohibió su fabricación.
Sin desanimarse, Junkers Flugzeug volvió a presentar lo que era esencialmente el mismo diseño, pero bajo una nueva denominación: Junkers G 23. La Comisión Aliada finalmente, permitió a Junkers construir el G 23, incluso en la versión de un solo motor, porque claramente era un tipo de línea aérea. Sin embargo, el avión siempre fue comercializado bajo la designación G 24.
Junkers continuó construyendo el G 24 / G 23 como un trimotor, porque el ardid para eludir las restricciones aliadas también tenía la ventaja de que el avión podía volar, e incluso ascender, con un motor apagado. En 1925, la mayoría de los aviones eran monomotores, ya que un motor grande generalmente sería más eficiente que varios motores pequeños. Los bimotores no podían mantener la altitud con un motor apagado; los trimotores podían volar perfectamente con un motor parado.

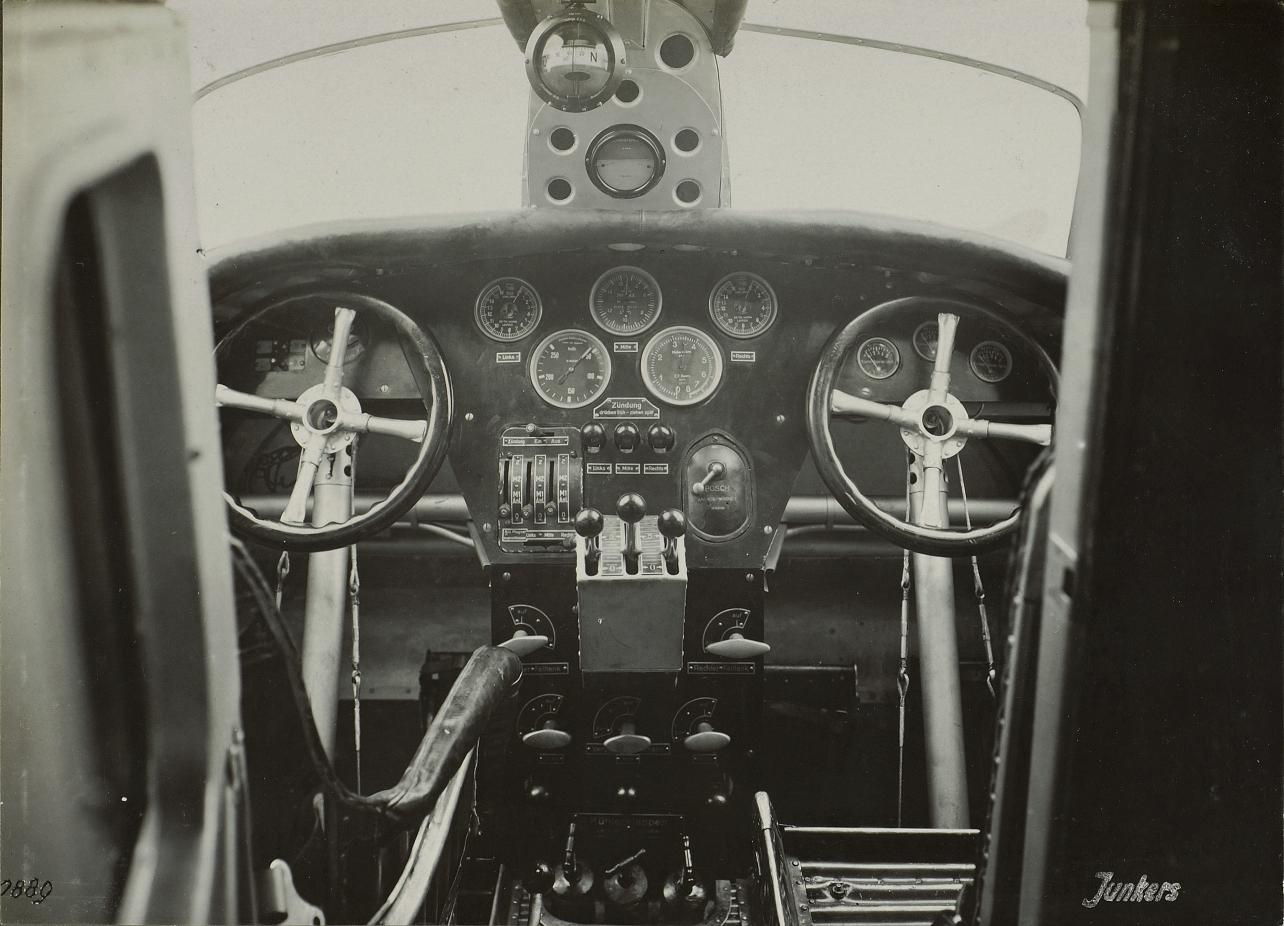
Cockpit del Junkers G 23

El 1 de mayo de 1926 la recién formada línea aérea alemana Deutsche Luft Hansa AG (DLH) inició los vuelos nocturnos con pasajeros volando la ruta Berlín - Königsberg  utilizando aviones G 24; era la primera vez que una aerolínea, en cualquier parte del mundo, transportaba pasajeros por la noche. Anteriormente, las aerolíneas solo habían transportado correo y carga después del anochecer. El G 24 de DHL estaba equipado con instrumentos para el vuelo a ciegas y navegación por radio (con el operador de radio sentado en la cabina de pasajeros, ya que no había espacio en la cabina abierta de dos asientos.
El avión fue fabricado en tres lotes principales, con diferentes motorizaciones. Entre 1925 y 1929, se fabricaron al menos 72 aviones, 26 de los cuales fueron entregados a Deutsche Luft Hansa. El G 24 logró establecer una serie de registros de aviación que implican cargas de pago. Fritz Horn voló 2020 km con una carga útil de 1000 kg en 14 h 23 min, a una velocidad media de 140 km/h, estableciendo un nuevo récord mundial.
El 24 de julio de 1926, dos G 24 se hicieron famosos después de haber volado la ruta de 20 000 km entre Berlín y Pekín en solo diez escalas; este vuelo terminó el 8 de septiembre, inicialmente se pretendía que volaran hasta Shanghái, pero los conflictos militares lo impidieron. El 26 de septiembre de 1926, los dos aviones aterrizaron de nuevo en Berlín. Más tarde, ese mismo año, se creó una línea trans-euroasiática.
Luft Hansa, que operaba la flota más grande de G 24, decidió modificarlos a una configuración monomotor; las primeras modificaciones se realizaron en marzo de 1928; el ala se acortó y el motor de proa fue reemplazado por un motor BMW VIU ; Junkers designó a este avión F 24ko . Un total de once G 24 se modificaron al estándar F 24 entre 1928 y 1930. En julio de 1933, la mayoría del servicio al comienzo de la Segunda Guerra Mundial en 1939. La mayoría de ellos fueron utilizados por DLH como aviones de carga.
La cooperación soviético-alemana en la década de 1920 a partir de la firma del Tratado de Rapallo permitió la solicitud soviética de un nuevo bombardero ligero. Junkers comenzó en 1924 un nuevo diseño a pedido de la Fuerza Aérea Soviética, un bombardero monoplano en voladizo bimotor. El avión fue designado Ju 25 y debería haber sido producido en la planta de fabricación de aviones que Junkers había montado en 1922 en la antigua planta industrial Russko-Baltiiskii Vagonnyi Zavod en Fili, un pequeño suburbio al oeste de Moscú. El proyecto fue finalmente detenido por el Ministerio de Defensa alemán. Por ello, Junkers aconsejó a sus diseñadores principales, Ernst Zindel y Hermann Pohlmann , que diseñarán un derivado militar del G 24. En noviembre de 1924, el nuevo avión estaba listo y recibió la designación G3S1 24  y fue una modificación directa del G 24ba. Para evitar problemas, este diseño inicial fue declarado como un avión ambulancia. Junkers siguió este diseño con varios diseños de reconocimiento, por ejemplo, el G1Sa 24, que era un G 24 modificado con solo un motor. El próximo diseño, el G2sB 24 también fue un bombardero, derivado directamente del G 24he . Esta aeronave tenía una nueva sección de ala central y una nueva sección de proa, para permitir un área de tiro abierta a las áreas de proa. Junkers decidió producir este diseño como la versión militar general del G 24 y le dio la designación K 30 en 1926.
En 1926, la línea aérea finlandesa Aero O/Y adquirió un Junkers G 24, que entró en servicio en la ruta de Estocolmo. El avión estaba equipado con flotadores, pero no con esquís, por lo que solo se podía operar en verano. Permaneció en servicio hasta 1935. Un G 24 sueco también participó en el rescate de la desafortunada expedición del dirigible Italia dirigida por el general y explorador Umberto Nobile al Polo Norte. Esta fue la primera vez que una aeronave sobrevoló el Mar Ártico sin escalas.

## Versiones militares

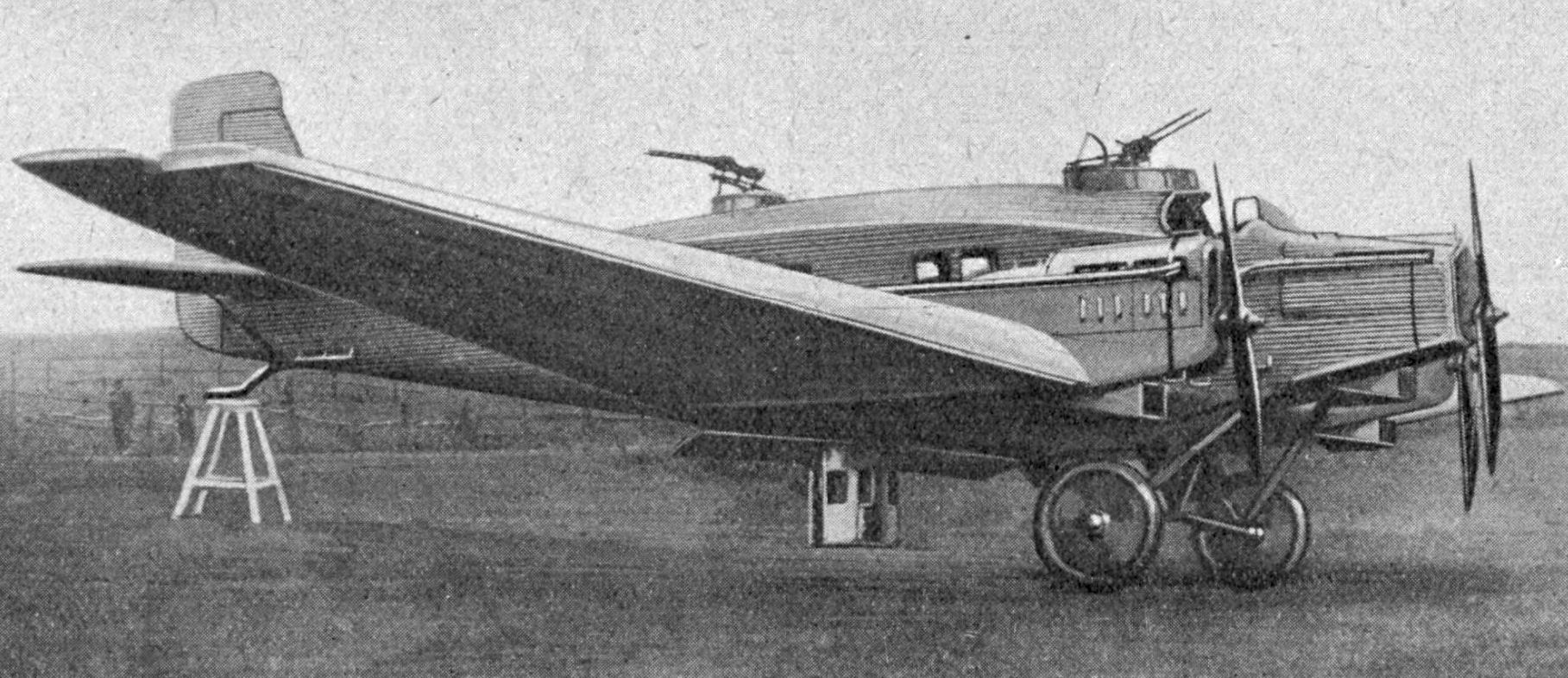
Junkers R 42. L'Aéronautique, octubre de 1926

Junkers ofreció el diseño K 30 a las fuerzas aéreas soviéticas, que ordenaron un total de 23 K 30 entre 1925 y 1926. Se instaló una línea de producción para la versión militar K 30 en AB Flygindustri en Limhamn, Suecia, ya que la industria aeronáutica alemana tenía prohibida la construcción de aviones militares en 1926. Las piezas para el avión K 30 se fabricaron en Dessau y luego se enviaron a Limhamn, donde AB Flygindustri construyó el K 30 bajo la designación R 42. Algunos de los R 42 estaban equipados con torretas de ametralladoras y montajes para bombas. Pero varios de los R 42 también se enviaron sin equipo militar a Rusia que, posteriormente, le fueron instalados en la fábrica Junkers en Fili, Moscú. El R 42 / K 30 fue designado JuG-1 en la Unión Soviética. Recibieron cinco ametralladoras de 7,62 mm y podían llevar una carga de bombas de 500 kg. Esta versión fue utilizada para rescatar a la tripulación de la expedición al Polo Norte del dirigible Italia dirigida por el general Umberto Nobile en 1928.
Se entregaron seis R 42 más a Chile durante 1926 más un K 30 a España y dos a Yugoslavia hasta 1931. Los aviones español y yugoslavos se construyeron en Dessau y como era habitual, se les remotorizaba y se añadía el equipo militar en Suecia. El K 30 podía ser equipado con ruedas, esquís o flotadores. Con la conversión exitosa del G 24 en el avión monomotor F 24, Junkers también estaba pensando en un K 30 monomotor en 1931. Al igual que el F 24, este K 30do iba a estar equipado con el motor Jumo 4 y era similar al G 241Sa inicial; sin embargo, no fueron producidos.

## G 24 / K30 / R42 en España

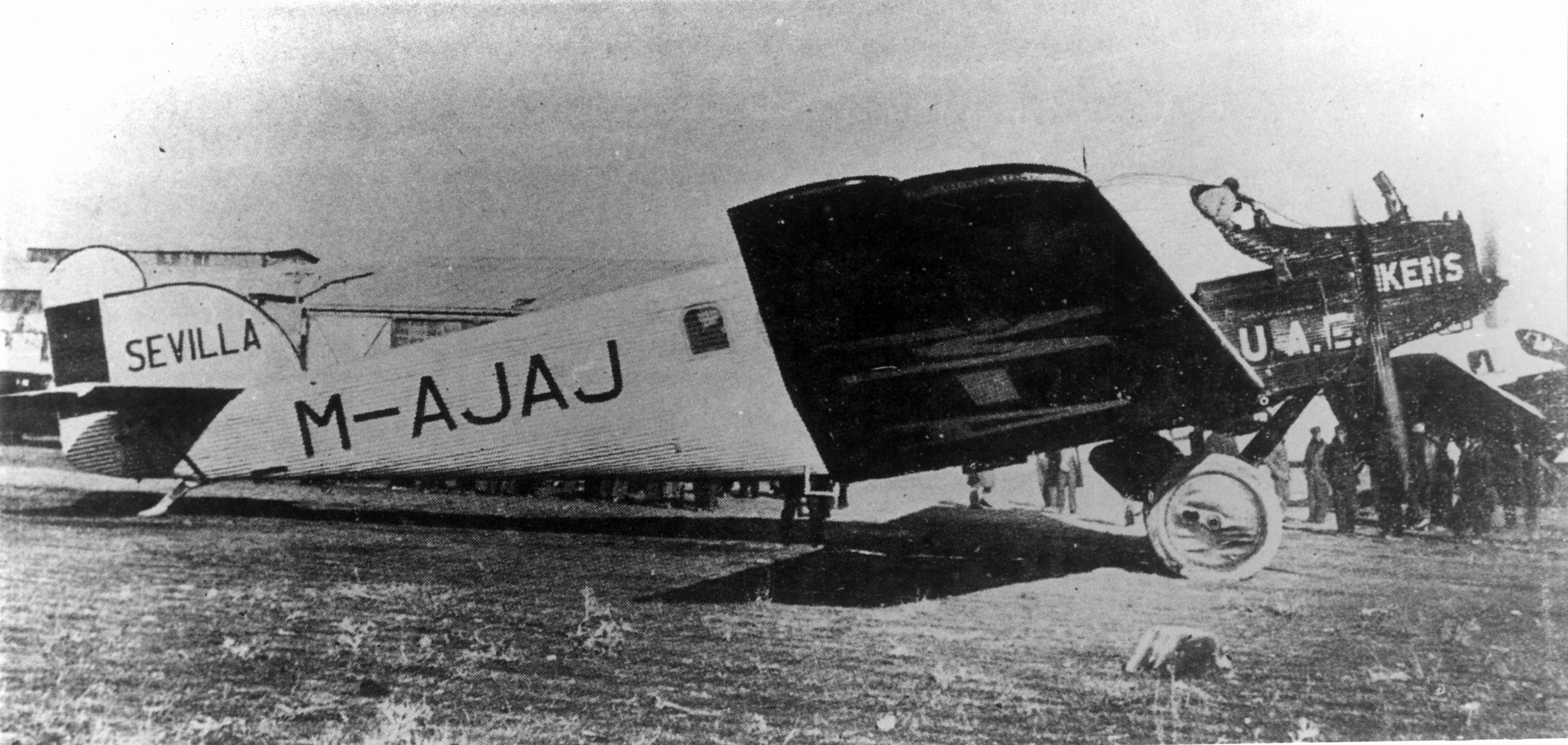
Junkers G 24 de Unión Aérea Española UAE

En 1928, finalizada la guerra de África, la Aeronáutica Militar Española (AME) no disponía de aparatos de bombardeo pesado, ya que los obsoletos Farman F.60 estaban siendo retirados. Para cubrir esa falta, el gobierno autorizó en febrero de ese año la adquisición de tres bombarderos de modelos diferentes (Fokker, Junkers y Rohrbach Metall-Flugzeugbau) para someterlos a pruebas y seleccionar el que mejor se adaptara a las necesidades españolas. Al parecer, finalmente sólo llegó a España el aparato de Junkers, un bombardero K 30/R 42 que sería evaluado ese mismo verano luciendo aún la matrícula civil sueca S-AABH ya que debido a las restricciones impuestas por el Tratado de Versalles, Junkers había trasladado la producción de aparatos de uso militar a su filial AB Flygindustri en Limhamn, Suecia, firma de la que el 82 % del capital social era propiedad de Junkers. Este aparato que fue adquirido después de la evaluación recibió el numeral 49-1 y fue encuadrado en la Escuadra de Instrucción, donde fue pilotado habitualmente por el capitán Gallego. A finales de 1931, el Junkers se integrará en la Unidad Trimotor de la Escuadra n.º 1 (Getafe), constituyendo el único material volante de dicha unidad hasta la llegada en 1934 de dos trimotores Fokker F.VII/3m, y donde sería montura habitual del capitán Cascón. Por esta época el trimotor efectuó destacamentos periódicos en el aeródromo de Cabo Juby, protectorado español sur de Marruecos. A raíz de sus estadías en Cabo Juby, la dirección de la Aviación Militar decidió la compra de trimotores Fokker F.VII3m para formar la Escuadrilla Colonial del Sáhara.
La compañía CLASSA (Concesionaria de Líneas Aéreas Subvencionadas S.A.) operó dos G 24 trimotores que habían pertenecido anteriormente a la aerolínea UAE y antes a su vez a la aerolínea sueca AB Aerotransport . El primer vuelo Sevilla-Lisboa se realizó el 27 de mayo de 1929. Al año siguiente fueron devueltos a Alemania y reemplazados por otros cinco más avanzados. En octubre de 1931 con el advenimiento de la Segunda República Española pasaron a engrosar la flota de la recién creada LAPE Líneas Aéreas Postales Españolas, que heredó la flota de la anterior, aunque no llegaron a prestar servicio, pues fueron dados de baja debido a su vetustez y cedidos a la Aviación Militar, dándose ambos de baja en 1934.

## Características técnicas (G.24HE)
Referencia datos: Kay, Anthony L. Junkers & Aircraft Engines 1913-1945

### Características generales
- Tripulación: 2
- Capacidad: 14
- Longitud: 15,80 m
- Envergadura: 29,37 m
- Altura: 5,80 m
- Superficie alar: 99 m²
- Peso vacío: 4330 kg
- Peso cargado: 7200 kg
- Planta motriz: 3× lineal de 6 cilindros en línea Junkers L5.
  - Potencia: 210 kW (290 HP; 286 CV) cada uno.

### Rendimiento
- Velocidad máxima operativa (Vno): 210 km/h
- Velocidad crucero (Vc): 170 km/h
- Alcance: 660 km
- Techo de vuelo: 4000 m con carga máxima
- Régimen de ascenso: 2,47 m/s

## Variantes
G 24 Prototipo (1924)
Propulsado por un motor BMW IIIa de 130 kW (180 CV) y dos Mercedes DI de 75 kW (100 CV)
G 24 (1925)
Versión mejorada con un motor Junkers L2 de 195 hp (145 kW) y dos motores Mercedes D.IIIa
G 24a
Impulsado por tres Junkers L2 , fijación en las alas, capós del motor más pequeños, en ocasiones un Junkers L5 de 230 kW (310 CV) como motor central. Dos aviones destinados a Italia estaban equipados con motores centrales Isotta Fraschini de 221 kW (296 hp)
G 24ba
Tres Junkers L2, accesorios reforzados y montajes de motor
G 24b1a
Versión hidroavión de la G 24ba para Aero O/Y (Finlandia)
G 24bi
Motor central Junkers L5 y dos motores L2
G 24ce
Con tres Junkers L5, accesorio de ala ampliada desde 1926
G 24e
Versión propulsada por tres Junkers L5
G 24de
Accesorios reforzados, carenados de motor más pequeños
G 24fe
Variante con ensanchamientos alargados del ala central
G 24ge
Accesorios de ala aumentados
G 24g1e
Versión de hidroavión de G 24ge, utilizado para experimentos con torpedos
G 24gu
Motor central Junkers L5G de 317 kW (425 hp) y dos Junkers L5
G 24gn
Motor central Junkers L5 de 230 kW (310 hp) con uno incorporado.
G 24he
Variante con ala modificada, tren de rodaje separado, cabina aerodinámica, 14 pasajeros
G 24h1e
versión hidroavión de G 24he
G 24hu
Propulsado con tres motores BMW Va; uno construido
G 24li
G 24a / b modificado con motor central Junkers L5
G 24mai
Dos aviones G 24e modificados con un motor central Isotta Fraschini Asso 200 de 186 kW (250 hp) para Italia
G 24nao
Con tres motores radiales Gnome et Rhône 9A Jupiter , prototipo para el K 30.
G 24L
tres motores lineales Junkers L5G de 317 kW (425 hp)
F 24kae
Versión especial única para banco de pruebas de los motores Daimler-Benz DB 600 / DB 601
F 24kai
Ejemplar único utilizado como banco de pruebas del motor lineal Junkers Jumo 211
F 24kau
Propulsado con BMW VIau
F 24kay
Banco de pruebas para el Junkers Jumo 4 en octubre de 1933 (c/n 839), más aviones Deutsche Luft Hansa F 24ko supervivientes, remotorizados con motores Jumo 4
F 24ko
Avión con un único motor BMW VIU
G 243S1
Avión de ambulancia proyectado en 1924, tres motores Junkers L2
G 241Sa
Avión de reconocimiento monomotor proyectado en 1924.
G 242Sb
Bombardero proyectado con varias combinaciones de tres motores
K 30
Versión militar G 24 de 1926
K 30b
Designación ficticia soviética para la versión terrestre de la K 30 (no es la designación oficial de Junkers).
K 30c
Designación soviética ficticia para la versión de hidroavión de K 30 (no es la designación oficial de Junkers)
K 30do
Versión monomotor de la K 30 de 1931, con un Jumo 4, no construido
W 41
Avión (c/n 843) banco de pruebas para el nuevo motor diésel Junkers Fo4 ( más tarde Junkers 4 / Junkers Jumo 204 ) en agosto de 1928
TB-2
Designación militar soviética para el K 30
JuG-1
Designación para las conversiones militares realizadas en la factoría de Junkers en Fili (Moscú) del K 30/R 42